# Virtuelle Netzhautanzeige
Als virtuelle Netzhautanzeige (VNA, englisch virtual retinal display, retinal scan display oder auch retinal image display) oder Lichtfelddisplay wird eine Anzeigetechnologie bezeichnet, die ein Rasterbild direkt auf die Netzhaut des Auges zeichnet. Der Benutzer bekommt dabei den Eindruck einer vor ihm schwebenden Leinwand.

## Funktionsweise

Prinzip einer VNA

In der Vergangenheit wurden ähnliche Systeme gefertigt, die ein unfokussiertes Bild direkt vor dem Auge des Benutzers auf einem kleinen Bildschirm darstellten, meist in der Form von einer Art großen Sonnenbrille (siehe VR-Helm). Der Benutzer fokussierte seine Augen auf den Hintergrund, wobei der Bildschirm wirkte, als würde er schweben. Der Nachteil dieser Systeme war die begrenzte Fläche des Bildschirms, das hohe Gewicht der kleinen Bildschirme, die zur Bilderzeugung eingesetzt wurden, und die Tatsache, dass das Bild nur scharf wirkte, wenn der Benutzer seine Augen auf eine bestimmte Tiefe fokussierte. Durch die begrenzte Helligkeit dieser Systeme waren sie zudem nur für die Nutzung in Innenräumen brauchbar.
Erst vor kurzem machten einige Neuerungen echte VNA-Systeme brauchbar. Vor allem die Entwicklung von Leuchtdioden hoher Helligkeit machte die Darstellung nun hell genug, um die Geräte auch am Tage im Freien nutzen zu können. Zusätzlich erlaubten adaptive Optiken den Geräten, sich dynamisch an Unregelmäßigkeiten des Auges anzupassen (dies ist aber nicht in jedem Fall nötig). Das Resultat ist eine hochauflösende Darstellung mit exzellenter Farbskala und Helligkeit, bei weitem besser als die besten Bildschirme.
Die meiste Forschung im Bereich der VNAs wurde bisher in Kombination mit verschiedenen Systemen der virtuellen Realität durchgeführt. In dieser Rolle haben VNAs den Vorteil, deutlich kleiner zu sein als bestehende bildschirmbasierende Systeme. Allerdings teilen sie einige derselben Nachteile wie die Notwendigkeit einer Optik, um das Bild auf die Netzhaut zu bringen. VNAs können auch als Teil eines tragbaren Computersystems benutzt werden.
Kürzlich gab es einiges Interesse an VNAs zum Einsatz in mobilen Geräten wie Mobiltelefonen, PDAs und verschiedenen Abspielgeräten. In dieser Rolle würde das System vor dem Benutzer aufgestellt, z. B. auf einem Tisch und auf dessen Augen gerichtet. Das System würde dann die Augen mittels Gesichtsabtastung erkennen und das Bild mittels Bewegungskompensation an die richtige Stelle projizieren. In dieser Aufgabe bietet das VNA einzigartige Vorteile, da es ermöglicht, einen herkömmlichen Monitor in einem kleinen Gerät zu simulieren.